# Hardangervidda
Hardangervidda (en inglés: Hardanger Plateau) es una meseta montañosa (en noruego: vidde) en el centro del sur de Noruega, que cubre partes de los condados de Vestland, Vestfold og Telemark y Viken. Es la meseta más grande de su tipo en Europa, con un clima alpino frío durante todo el año, y uno de los glaciares más grandes de Noruega, el Hardangerjøkulen, está situado aquí. Gran parte de la meseta está protegida como parte del parque nacional Hardangervidda. Hardangervidda es un popular destino turístico y de ocio, y es ideal para muchas actividades al aire libre.

## Geografía y geología
La meseta es la mayor penillanura (llanura erosionada) de Europa, cubriendo un área de unos 6.500 km² (2.500 millas cuadradas) a una elevación media de 1.100 metros (3.600 pies). El punto más alto de la meseta es el Sandfloegga, que alcanza una altura de 1.721 m.
El paisaje del Hardangervidda se caracteriza por un páramo árido y sin árboles interrumpido por numerosos estanques, lagos, ríos y arroyos. Hay diferencias significativas entre el lado occidental, que está dominado por terreno rocoso y extensiones de roca desnuda, y el lado oriental, que es mucho más plano y tiene más vegetación. El clima también varía entre los dos lados: es considerablemente más húmedo en el lado occidental que en el oriental, con más de 1000 milímetros (39 pulgadas) por año registrados en algunas partes. El prominente pico de Hårteigen de 1.690 m es visible a través de gran parte de la meseta.
Gran parte de la geología de Hardangervidda es extremadamente antigua. Las colinas ondulantes de Hardangervidda son los restos de montañas que fueron desgastadas por la acción de los glaciares durante las edades de hielo. El lecho de roca es principalmente de origen Precámbrico y Cambro - Silúrico.
La zona de Hardangervidda fue una vez parte de la penillanura subcámbrica antes de que fuera empujada por las napas de la orogenia caledonia en el Paleozoico. Mucho más tarde, en la época del Mioceno, la moderna planicie de Hardangervidda tomó forma como una penillanura formada a nivel del mar. Luego, a principios del Plioceno, Hardangervidda y todo el sur de las montañas escandinavas se elevaron más de mil metros.

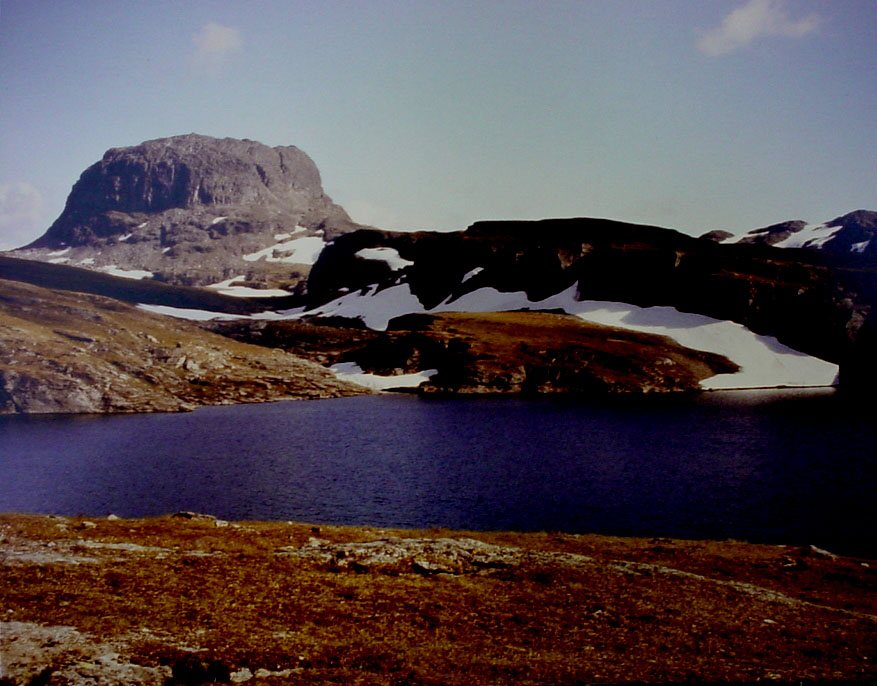
El Hårteigen, una montaña característica en Hardangervidda

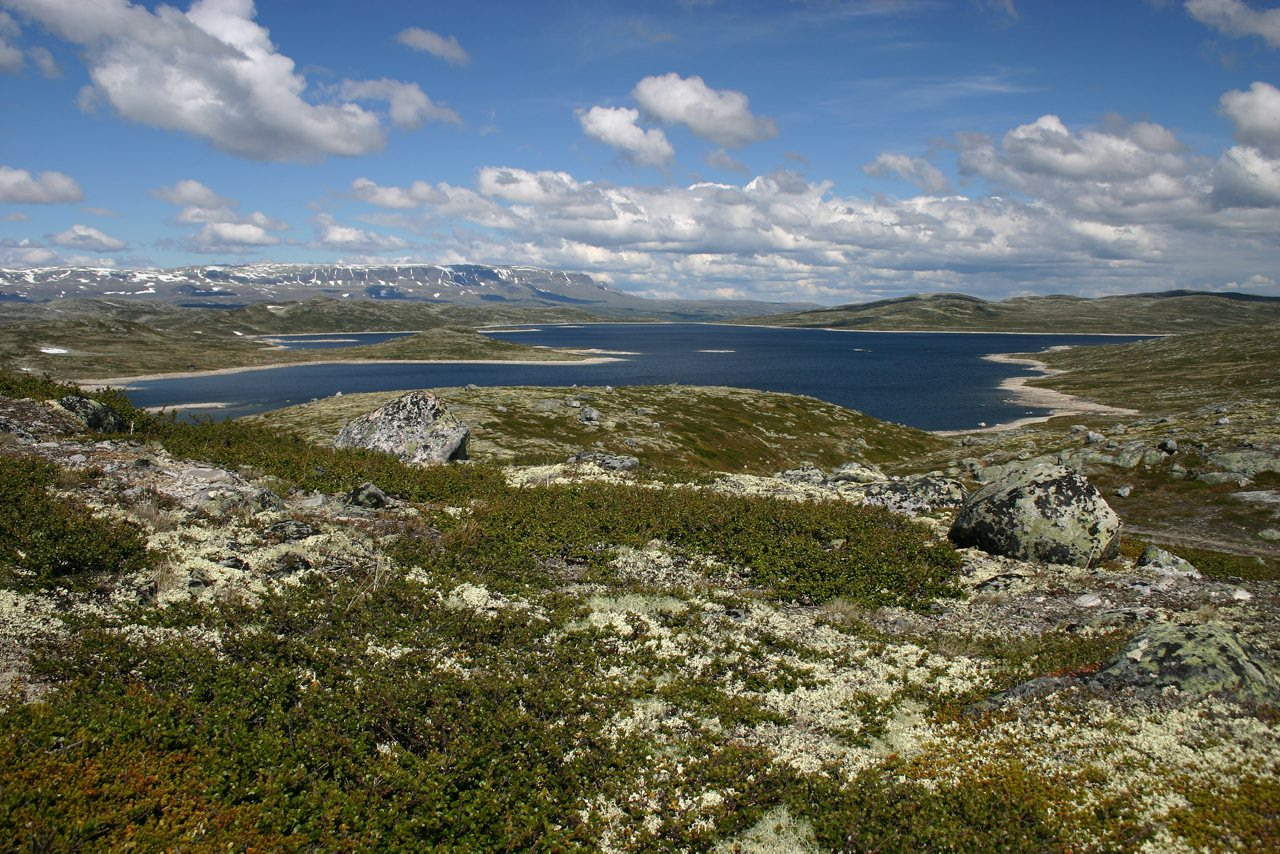
Paisaje de Hardangervidda

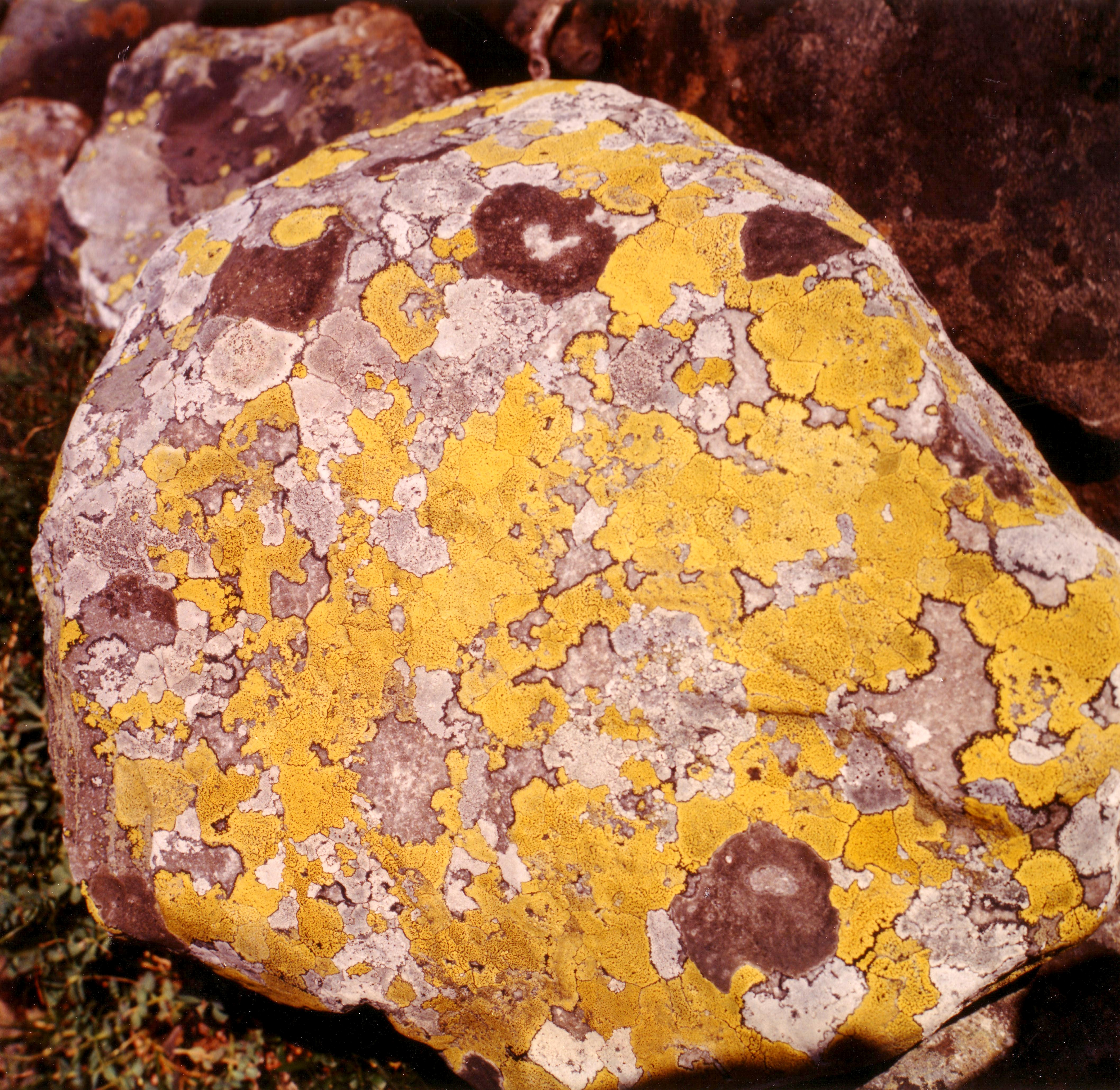
Mapa de líquenes sobre una roca de Hardangervidda

## Flora y fauna
Todo el Hardangervidda está por encima de la línea de árboles. Su clima alpino permite la presencia de muchas especies de animales y plantas árticas más al sur que en cualquier otro lugar de Europa. Sus rebaños de renos salvajes están entre los más grandes del mundo, con unos 15.000 animales registrados en 1996 y unos 8.000 en 2008. Migran a través de la meseta durante el año, desplazándose desde sus tierras de pastoreo de invierno en el lado este del Hardangervidda, donde pastan sobre líquenes, a sus zonas de cría en el oeste más fértil de la meseta. El 26 de agosto de 2016, 323 renos murieron por un rayo, lo que provocó una discusión en la Agencia Noruega de Medio Ambiente sobre si dejar tantos cadáveres a la intemperie.
El clima cambiante de la meseta tiene un marcado efecto sobre la flora, que es más rica en el lado oeste más húmedo que en el este más seco; gran parte de la meseta está cubierta por pastos gruesos, musgos (especialmente sphagnum) y líquenes.
La ciclosporina, un fármaco inmunosupresor ampliamente utilizado en el trasplante de órganos para prevenir el rechazo, se aisló inicialmente del hongo Tolypocladium inflatum (Beauveria nivea), encontrado en una muestra de suelo obtenida en 1969 de Hardangervidda.
En el óptimo climático del Holoceno (Edad de Piedra) hace 9.000-5.000 años, el clima regional era más cálido, y grandes partes de Hardangervidda estaban arboladas; todavía se pueden encontrar troncos de pino conservados en pantanos muy por encima de la línea de árboles actual. Con el calentamiento predicho, Hardangervidda podría volver a estar en gran parte arbolada ().

## Centros de visitantes
El parque nacional tiene dos centros de visitantes en la meseta: el Hardangervidda Natursenter (Centro de la naturaleza) en Eidfjord, y el Hardangervidda Nasjonalparksenter (Centro del parque nacional) en Tinn en Skinnarbu, cerca del lago Møsvatnet, la ciudad de Rjukan y el pueblo de montaña Rauland.

## Asentamiento humano

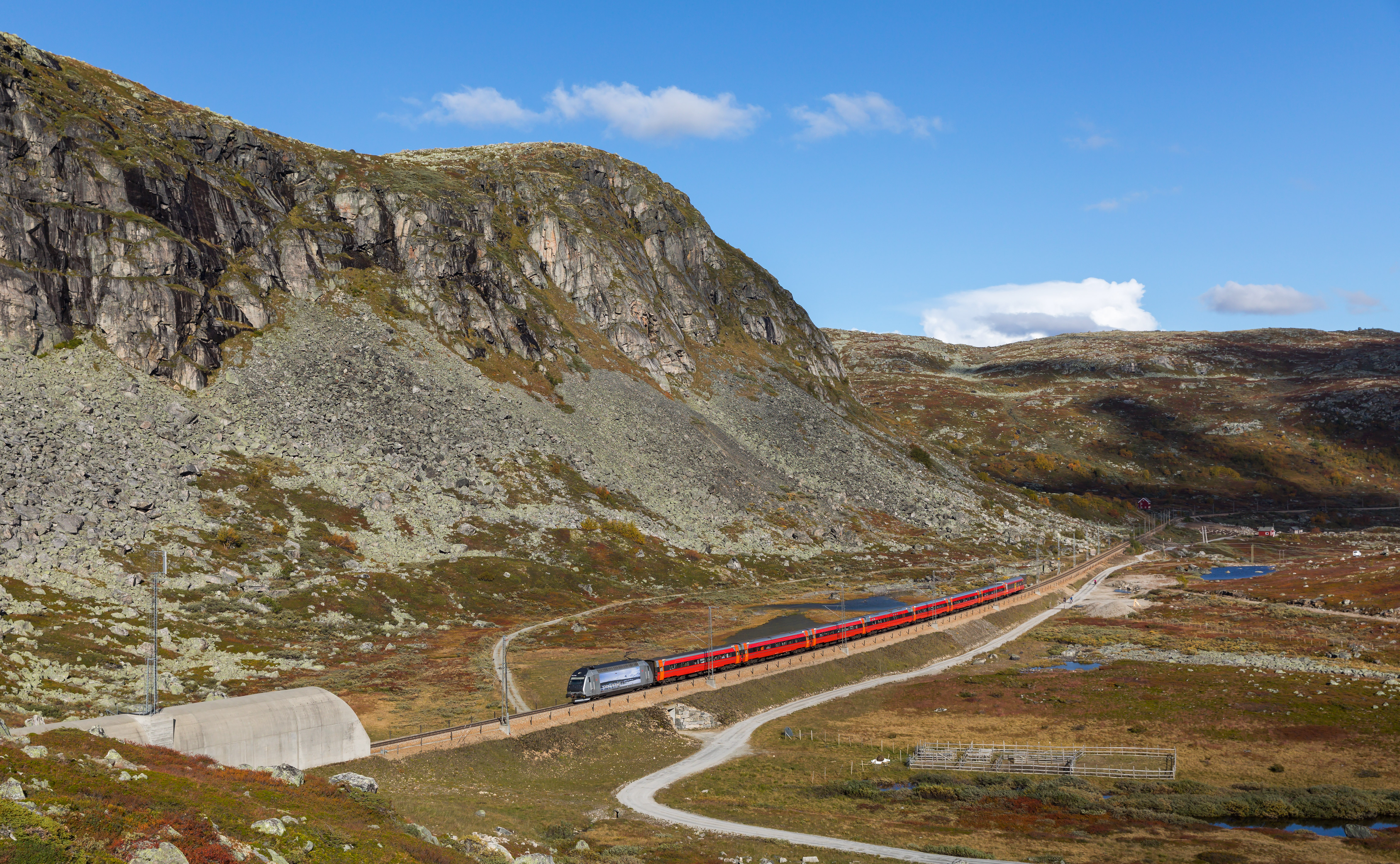
Línea ferroviaria de Bergen.

La Hardangervidda ha estado ocupada durante miles de años; Se han encontrado varios cientos de asentamientos nómadas de la Edad de Piedra en la zona, muy probablemente relacionados con la migración de renos. Antiguos senderos atraviesan la meseta y unen el este y el oeste de Noruega. Un ejemplo es el "Nordmannsslepa" que une Eidfjord y Veggli en el valle de Numedal con Hol y Uvdal. Sigue siendo una ruta de tránsito clave entre Oslo y Bergen. La línea Bergen y la principal carretera nacional noruega 7 cruzan la meseta.

## Parque Nacional
En 1981, gran parte de Hardangervidda fue designadao parque nacional, el más grande de Noruega con 3,422 kilómetros cuadrados (1,3 mi²). Los límites del parque se extienden desde Numedal y Uvdal en el este y Røvelseggi y Ullensvang en el oeste. La Asociación Noruega de Turismo de Montaña (DNT) mantiene una red integral de refugios y caminos a través de la meseta. Es un destino popular para practicar senderismo, escalada y pesca, y en invierno para el esquí de fondo de refugio en refugio.

## En la cultura
Los proyectos musicales noruegos Ildjarn y Nidhogg combinaron sus talentos para producir dos álbumes ambientales, uno titulado "Hardangervidda Part I" (2003) y el otro "Hardangervidda Part II" (2003), inspirados enteramente en esta zona.
Los dos últimos actos de la obra When We Dead Awaken (en danés: Når vi døde vågner) de Henrik Ibsen, están ambientados en un balneario de montaña en Hardangervidda.
El rodaje de las secuencias de Hoth en The Empire Strikes Back tuvo lugar en el glaciar Hardangerjøkulen.
El tema principal de la película noruega O'Horten, del compositor noruego Kaada, se titula "Across the Hardanger Mountain Plateau" y presenta un tren que cruza la zona.